# Kim Hamilton
Kim Hamilton Anthony (nacida en 1967/1968) es una oradora motivacional y ex-gimnasta artística estadounidense. En representación de los UCLA Bruins, ganó el título de ejercicio de suelo en los Campeonatos de Gimnasia de la NCAA en 1987, 1988 y 1989, convirtiéndose en la primera gimnasta en ganar tres títulos consecutivos de la NCAA, en una categoría individual. Después de la gimnasia, comenzó a trabajar como capellana cristiana y oradora motivacional.

## Carrera en gimnasia

### Primeros años
Ver a Nadia Comăneci en los Juegos Olímpicos de Montreal 1976, en la televisión, inspiró a Hamilton a los nueve años a aprender gimnasia, y aprendió sola a dar volteretas en el piso de su sala de estar y en las aceras. Pronto entrenó en un gimnasio adecuado, algo que su familia pagó limpiando el gimnasio después de horas. Clasificada como la gimnasta número 1 en su grupo de edad en Virginia, durante muchos años, viajó para ganar títulos en Inglaterra y Sudáfrica. Miembro del equipo nacional de gimnasia artística de los Estados Unidos de 1984 a 1986, no pasó el corte para los Juegos Olímpicos de Los Ángeles 1984, pero quedó en cuarto lugar en el Campeonato Nacional de los Estados Unidos de 1985. Se graduó como salutatorian de la clase de 1986, de la escuela secundaria George Wythe, en Richmond.

### NCAA
Hamilton fue la primera afroestadounidense en recibir una beca completa para gimnasia en UCLA. La primera miembro de su familia en ir a la universidad, Hamilton desde los nueve años aspiraba a ir a UCLA debido a su programa de baloncesto masculino condecorado. En UCLA, se hizo amiga de la atleta de pista Jackie Joyner-Kersee, a quien consideraba su «hermana mayor». Recibió seis menciones All-American en sus cuatro años en UCLA y sería incluida en el Salón de la Fama del Atletismo de UCLA en 2000 y en el Salón de la Fama del Deporte de Virginia en 2017. Un juez dijo de ella: «Ella es absolutamente hermosa y ejecuta sin problemas». En 2016, fue una de las dieciséis gimnastas nombradas por la Conferencia Pac-12 para su Equipo All-Century.
En su primer año, mientras ayudaba a UCLA a terminar en tercer lugar en el Campeonato de la NCAA de 1987, Hamilton obtuvo una puntuación de 9,80 en ejercicio de piso, ganando el evento y estableciendo un récord de competencia. Durante la temporada de 1988, se lesionó el cuello y la espalda al perder un salto, pero volvió a competir dos semanas después. En los Campeonatos de la NCAA de 1988, repitió su resultado de primer lugar, nuevamente recibió una puntuación de piso de 9.80 y terminó en tercer lugar en todos los aspectos.
Antes de los Campeonatos de la NCAA de 1989, donde UCLA sería la cabeza de serie número 1, Hamilton desarrolló una nueva rutina de piso y dijo que quería «el desafío». La rutina se consideró una actuación de ballet impresionante con música de piso «exótica». En la NCAA, tuvo la oportunidad de apoderarse del campeonato por equipos con un ejercicio de piso excepcional, necesitando una puntuación de 9.95 para poner a UCLA en un empate con Georgia, pero se quedó corta por 0.05. Sin embargo, su fuerte puntaje de 9.90 (un nuevo récord de encuentro) le dio el primer lugar en el piso (en un empate con Corrinne Wright de Georgia). Esto la convirtió en la primera gimnasta femenina en ganar el mismo campeonato de la NCAA tres veces seguidas. Además, Hamilton obtuvo un inesperado primer lugar en salto con una rutina que anotó 9.75 (otro récord de encuentro) e incluyó su primer Cuervo competitivo. El total de su carrera de cuatro títulos individuales de la NCAA igualó el récord en ese momento. Una lesión en el tendón del pie la mantuvo fuera de los campeonatos de 1990 en su último año.

### Post-gimnasia
Hamilton (conocida después de su matrimonio como Kim Anthony) descubrió la espiritualidad a través de su futuro esposo, cuyas enseñanzas sobre el cristianismo la consolaron poco después de que fue asaltada a punta de pistola a mediados de 1987. De 2000 a 2011, trabajando para la subsidiaria de Cru, Athletes in Action (AIA), Anthony y su esposo se desempeñaron como capellanes de jugadores, familias y otras personas asociadas con los Miami Dolphins de la National Football League (NFL). Además, se desempeñó como capellana de AIA para las esposas de los entrenadores en jefe y ejecutivos de la NFL. Ha viajado más como oradora motivacional y ha trabajado en la transmisión de gimnasia, incluso como comentarista de color para ESPN.
Anthony pasó diez años escribiendo Unfavorable Odds, un libro de memorias sobre su educación y carrera gimnástica, que se publicó en 2010. Presentó un pódcast, Unfavorable Odds, para FamilyLife, una división de Cru, a partir de 2019.

## Vida personal
Kim Hamilton nació de padres adolescentes en Richmond, Virginia. Creció en la pobreza y usó sustancias a una edad temprana, aunque dejó de hacerlo cuando estaba en UCLA. Ha recordado liar porros para obtener la aprobación de su padre, que entraba y salía de su vida cuando era pequeña; finalmente se reconciliaría con él mientras escribía sus memorias.
Conoció al jugador de fútbol de UCLA, Corwin Anthony, en su segundo año; se casaron en marzo de 1992 y tienen dos hijos. Vivieron en Fort Lauderdale, Florida, mientras servían a los Miami Dolphins, antes de mudarse a Xenia, Ohio, la sede de AIA, en 2011, cuando Corwin fue ascendido a un puesto ejecutivo.